# Polikarpov I-15
Polikarpov I-15 (în rusă И-15) poreclit Ceaika (în limba rusă Чайка - pescăruș) a fost un avion de vânătoare biplan sovietic din anii 1930.
A fost fabricat în număr mare de Forțele Aeriene Sovietice și împreună cu monoplanul Polikarpov I-16 era unul din avioanele de vânătoare standard al republicanilor în Războiul Civil Spaniol, unde avea porecla Chato (nas turtit).

## Proiectare și dezvoltare
Cel de-al 14-lea avion de vânătoare pentru Forțele Aeriene Sovietice, I-14 a pornit ca un monoplan avansat (pentru perioada sa) sub coordonarea lui Andrei Tupolev. Deoarece proiectul monoplanului nu s-a dovedit fiabil, Tupolev a ordonat ca pentru siguranță să se fabrice două biplane ca proiecte de rezervă,  I-14A și B.

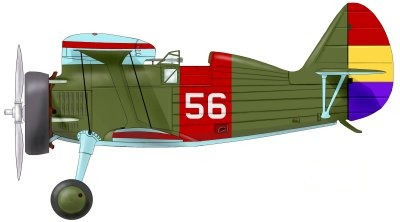
"Chato" al Forţelor Republicane Spaniole

În august 1932 Nikolai Polikarpov tocmai era eliberat din închisoare și i s-a dat sarcina proiectării avionului I-14A. Atunci când s-a dispus lansarea în fabricație ale celor două avioane,  I-14 și I-14A, proiectul lui Polikarpov a devenit faimosul I-15 Ceaika.     

## Specificații
Caracteristici generale
- Echipaj: 1
- Lungime: 6,10 m
- Anvergură: 9,75 m
- Înălțime: 2,2m
- Suprafața aripilor: 23,55 m2
- Greutate goală : 1.012 kg
- Greutate încărcată: 1.415 kg

Polikarpov I-15

- Motor: 1xmotor radial M-22 de 353 kW (473 CP)

Performanțe
- Viteza maximă: 350 km/h
- Raza de acțiune: 500 km
- Plafon practic de zbor: 7.250 m
- Viteza de urcare: 7,6 m/s
- Sarcină unitară pe aripă: 65 kg/m2
- Putere/masă: 0,25 kW/kg

Armament
- 4x mitraliere fixe de 7,62mm PV-1

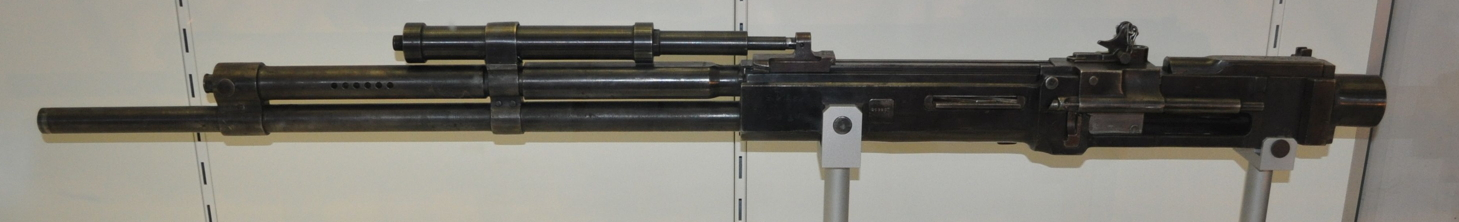
Mitraliera Berezin UB de 12,7mm

- 2x mitraliere fixe de 12,7mm Berezin UB
- 100 kg bombe
- 6x rachete RS-82

## Operatori
- China
- Finlanda
- Germania nazistă
- Mongolia
- Uniunea Sovietică
- Republica Spaniolă
- Spania